# Maria Kann
Maria Kann, ps. Kamilla, Halina, Murka (ur. 11 maja 1906 w Łochwicy lub 11 września 1906 w Połtawie, zm. 30 grudnia 1995 w Warszawie) – polska polonistka, pisarka, propagatorka szybownictwa, sanitariuszka, działaczka społeczna w zakresie harcerstwa, działaczka niepodległościowa, autorka publikacji dokumentalnej Na oczach świata o walkach w getcie warszawskim z 1943, reporterka, autorka książek dla dzieci i młodzieży, Sprawiedliwa wśród Narodów Świata.

## Życiorys

### Wykształcenie
Urodzona w rodzinie Bolesława Kanna i Marii z Siewruków – farmaceutów i właścicieli apteki w Łochwicy. Ojciec zmarł przed wybuchem I wojny światowej. Po ucieczce z Połtawy przed Sowietami zamieszkała w 1922 z matką, siostrą i dwoma braćmi w Warszawie. Tam ukończyła w 1926 Gimnazjum im. Królowej Jadwigi i zdała maturę oraz w 1931 polonistykę i Studium Pedagogiczne na Uniwersytecie Warszawskim.

### Działalność przed okupacją niemiecką oraz harcerstwo
Od 1928 należała do Związku Harcerstwa Polskiego. Po ukończeniu studiów pracowała w dwóch warszawskich szkołach powszechnych. Od 1932 pracowała w prywatnej harcerskiej Szkole Powszechnej im. Andrzeja Małkowskiego w Warszawie, którą opisała w późniejszej książce Koniec i początek świata. W 1932 debiutowała też na łamach prasy harcerskiej jako publicystka. W 1934 ogłosiła opowieść Leśne czary. W tym czasie Kann była również aktywną działaczką harcerską i członkinią Zarządu Harcerskiego Klubu Lotniczego. Między 1936 a 1938 Kann kierowała referatem szybowcowym ZHP. Współdziałała z pismami harcerskimi od 1930, a w latach 1932–1939 współredagowała pismo „Skrzydła” prowadzone przez instruktorki harcerskie. Angażowała się w Żywy Teatr, współpracując z Aleksandrem Kamińskim. We współpracy z Natalią Hiszpańską, ówczesną kierowniczką kręgu harcerskiego Wilcze Gniazdo, Kann uruchomiła chór harcerski. Razem ze Stefanem Waciórskim była autorką scenariusza szopki lotniczej wystawionej w 1938 w Domu Harcerskim.

### Zaangażowanie w wojnie obronnej września 1939
Po wybuchu II wojny światowej Kann zgłosiła się do Polskiego Czerwonego Krzyża. Tamże przeszkolona pracowała później jako sanitariuszka, pomagając w roznoszeniu lekarstw do szpitali i punktów sanitarnych. Irena Lewandowska powierzyła Marii Kann organizację jednej z filii Szpitala Ujazdowskiego. Kann została kierowniczką Szpitala Wojskowego przy ulicy Siennej, za co została później odznaczona Srebrnym Krzyżem Zasługi. Kann współpracowała z Harcerskim Sanitariatem Warszawy od początku okupacji niemieckiej.

### Działalność w czasie okupacji
W latach 1940–1944 była działaczką podziemia kulturalnego oraz redaktorką konspiracyjnego czasopisma młodzieży lotniczej „Wzlot” oraz jednym z założycieli konspiracyjnego wydawnictwa „Załoga”. 3 listopada 1942 jako matka chrzestna, wraz z Zofią Kossak, uczestniczyła w Kościele Panien Kanoniczek w Warszawie przy ul. Bielańskiej w uroczystości poświęcenia sztandaru dla 1 Samodzielnej Brygady Spadochronowej. Poczet sztandarowy stanowili Cichociemni: mjr Maciej Kalenkiewicz ps. Kotwicz, por Jan Marek ps. Walka oraz ppor. Mieczysław Eckhardt ps. Bocian.
Kann mieszkała w sąsiedztwie getta w latach 1942–1943. Podczas okupacji hitlerowskiej udzielała pomocy ludności żydowskiej, współpracując m.in. z Zofią Kossak-Szczucką oraz Władysławem Bartoszewskim. Z biegiem czasu ta działalność ewoluowała do zorganizowanej formy: Kann była członkinią Rady Pomocy Żydom „Żegota”. Jej działalność obejmowała umieszczanie dzieci z getta w sierocińcach lub prywatnych domach. W reakcji na toczące się walki w getcie warszawskim wiosną 1943 w porozumieniu z Aleksandrem Kamińskim rozpoczęła pisanie publikacji dokumentalnej Na oczach świata, która została wydana w październiku 1943. Kann założyła razem ze Stanisławem Tomaszewskim i Józefem Zarembą konspiracyjne wydawnictwo „Załoga”, którego nakładem ukazały się takie publikacje jak Dywizjon 303, pamiętniki Churchilla Krok po kroku, Droga wiodła przez Narwik autorstwa Ksawerego Pruszyńskiego oraz Skąd i dokąd idziemy Bogdana Suchodolskiego. Była członkinią oddziału Bakcyl Sanitariatu okręgu warszawskiego Armii Krajowej pomagając w transporcie rannych podczas powstania warszawskiego oraz na Lesznie i na terenie Punktu Opatrunkowego przy Arsenale przy ul. Długiej. Podczas udzielania pomocy uszkodziła sobie kręgosłup. Kann była zaangażowana w powstanie sztandaru 1 Polskiej Brygady Spadochronowej w Wielkiej Brytanii, co opisała na łamach „Przekroju” w 1957. Warszawę opuściła z ludnością cywilną i trafiła do obozu Dulag 121 w Pruszkowie. Tam została umieszczona w szpitalu i oczekiwała na transport do Piotrkowa, co pokrzyżował nalot lotniczy na to miasto, zatrzymując więźniów w Sochaczewie. Kann była przeznaczona do kopania rowów ochronnych pod ostrzałem artylerii, jednak została wykupiona przez Juliana Milczarka i znalazła się w Halinowie, a później w szpitalu w Sochaczewie. Pod koniec II wojny światowej na ziemiach polskich pracowała w Delegaturze Rządu RP na kraj.

### Losy powojenne
Po wejściu na ziemie polskie Armii Czerwonej podjęła pracę w Krakowie w punkcie repatriacyjnym PCK. W 1945, działała jako członkini Wolności i Niezawisłości. Oskarżana o współpracę z tą organizacją, była więziona i przesłuchiwana przez UB od listopada 1945 do lutego 1946. Przesłuchiwał ją m.in. Józef Różański. Po uwolnieniu przez kilka miesięcy pracowała w Polskim Radiu jako kierownik redakcji w dziale dziecięco-młodzieżowym. W 1947 objęła dział literatury dziecięco-młodzieżowej w Wydawnictwie „Czytelnik”. Między 1948 a 1949 prowadziła w piśmie „Odrodzenie” dział literatury dziecięcej, zajmując się również tematami teatralnymi. W 1952 została zwolniona z pracy w „Czytelniku” i otrzymała zakaz wyjazdu z Polski, który obowiązywał do 1963. Po otrzymaniu pracy w „Naszej Księgarni” redagowała w tym wydawnictwie od 1952 roku serię broszur dla dzieci „Poczytaj mi, mamo”.  Zajmowała się pracą twórczą, pisząc powieści i sztuki teatralne, głównie dla dzieci i młodzieży. W latach 1960–1966 była członkiem Rady Repertuarowej przy Centrali Wynajmu Filmów. Od 1950 do 1983 była członkinią ZLP i ZAiKS.
22 października 1963 została odznaczona przez Jad Waszem medalem Sprawiedliwy wśród Narodów Świata. Następnie 28 października 1963 posadziła wspólnie z Władysławem Bartoszewskim drzewko w imieniu „Żegoty” w Alei Sprawiedliwych w Jad Waszem. Specjalnie na ten wyjazd uchylono wobec niej zakaz wyjazdu za granicę. Do wsi Wilga w powiecie garwolińskim wyjeżdżała do domku letniskowego.
Rodziny nie założyła. Zmarła w Warszawie, pochowana na cmentarzu Wawrzyszewskim (kwatera 5 D-10-11).

## Upamiętnienie
11 maja 1996, w 90. rocznicę urodzin nadano imię Marii Kann Szkole Podstawowej nr 319 w Warszawie.
Niektóre ulice w miejscowości Wilga n. Wisłą otrzymały nazwy od tytułów książek Marii Kann.

## Publikacje
- Leśne czary (1934)
- Jutro będzie słońce (1938)
- Pilot gotów? (1938)
- Na oczach świata (1943)
- Góra Czterech Wiatrów (1948) Spółdzielnia Wydawniczo-Oświatowa „Czytelnik” (wznawiana w wydawnictwie Nasza Księgarnia)
- Trylogia
  - Wantule (1953)[10]
  - Dujawica (1956)[10]
  - Owcze ścieżki (1960)[10]
- Baśń o srebrnorogim jeleniu (1956)
- Baśń o zaklętym kaczorze (1957)
- Koniec i początek świata (1961)
- Błękitna planeta (1964) „Nasza Księgarnia”
- Niebo nieznane (1964)
- Sprawa honoru (1969)
- Nieopisanie świata (1970)
- Podróż w czasie i przestrzeni (1972)
- Prawdziwe życie (1972)
- Wierna puszcza (1972)
- Literackie wyprawy w kosmos (wyd. łączne 1988) Krajowa Agencja Wydawnicza, Wrocław ISBN 83-03-02594-5
  - Niebo herosów i bogów (1975)
  - Kiedy lot był grzechem (1975
  - Droga księżycowa (1976)
- Pięciu z „Mary and Margaret” (1978)
- O godność ludzką: rzecz o księciu Józefie Poniatowskim (1981) Nasza Księgarnia ISBN 83-10-07884-6
- Dziewięć bied i jedno szczęście (1985) Nasza Księgarnia ISBN 83-10-08695-4
- Granice świata (autobiografia; wydanie pośmiertne w 2000 roku) Warszawa ISBN 83-913405-0-3

Źródło: 

## Ordery i odznaczenia
- Krzyż Kawalerski Orderu Odrodzenia Polski[4]
- Złoty Krzyż Zasługi (11 lipca 1955)[12]
- Srebrny Krzyż Zasługi[4]
- Krzyż Armii Krajowej[4]
- Medal 40-lecia Polski Ludowej[7]
- Srebrny Medal „Za zasługi dla obronności kraju”[7]
- Brązowy Medal „Za zasługi dla obronności kraju”[7]
- Złoty Medal „Opiekun Miejsc Pamięci Narodowej”[3]
- Medal Komisji Edukacji Narodowej[7]
- Honorowa Odznaka Lotnicza „Błękitne Skrzydła”[7]
- Odznaka Harcerskiego Instruktora Lotniczego[7]
- Medal Sprawiedliwy wśród Narodów Świata (22 października 1963)[2]

## Nagrody
- nagroda Prezesa Rady Ministrów za całokształt twórczości dla dzieci i młodzieży (1957)[4]
- nagroda Ministra Kultury i Sztuki dla teatrów amatorskich (1959)[4]
- Nagroda Literacka im. Janusza Korczaka za książkę Dziewięć bied i jedno szczęście (1985)[7]
- nagroda miasta Warszawy (1987)[3]